# یوتا میکادو
یوتا میکادو (انگلیسی: Yuta Mikado؛ زادهٔ ۲۶ دسامبر ۱۹۸۶) بازیکن فوتبال اهل ژاپن است.
از باشگاه‌هایی که در آن بازی کرده‌است می‌توان به باشگاه فوتبال یوکوهاما مارینوس و باشگاه فوتبال آلبیرکس نیگاتا اشاره کرد.